# Gestión del agua en España
La gestión del agua en España ha sido una parte fundamental de la política de desarrollo económico del siglo XX, durante el cual el número de presas aumentó de cerca de 60 a más de mil. La infraestructura de riego aumento al mismo ritmo. El Ministerio de Medio Ambiente, Medio Rural y Marino estimó que del regadío se obtiene el 50% de la producción agraria final. Igualmente en 2006, un 18,5% de la producción de energía eléctrica era de origen hidráulico. Los embalses españoles, con una capacidad de almacenamiento de 54 000 hm³ - 50% del caudal de los ríos- juegan un papel importante en la reducción del impacto de sequías e inundaciones. Sin embargo, particularmente las sequías siguen siendo problemas graves en el país, la última ocurrida en el 2008. La polución de los recursos hídricos es también un problema: Según una investigación realizado por Greenpeace en 2005 sólo el 11% de las aguas de los ríos españoles son de calidad aceptable. La sobreexplotación de acuíferos, sobre todo en la costa mediterránea, también es un problema grave.
Para manejar los recursos hídricos de España se han creado administraciones especializadas, los organismos de cuenca. Estos organismos, creados desde 1926, tenían inicialmente como papel principal la construcción de infraestructura hidráulica. En las últimas décadas su papel ha cambiado hasta la protección y el uso sostenible del agua, una tendencia que se ha reforzado con la implementación de la directiva marco del agua de 2000 de la EU en España. Los organismos de cuenca tienen varios órganos consultivos para aumentar la participación de los usuarios en la toma de decisiones. La gran mayoría de los organismos de cuenca son Confederaciones Hidrográficas, en cuencas que incluyen varias comunidades autónomas, que están bajo la tutela del Ministerio para la Transición Ecológica. Así pues, las Confederaciones Hidrográficas son parte de la administración del Estado y al mismo tiempo son herramientas para la toma de decisiones participativas al nivel local y de la cuenca. La autoridad del Estado se ha transferido a las comunidades autónomas en aquellas cuencas que discurren en su totalidad por el territorio de una sola comunidad autónoma. 
Uno de los temas más controvertidos en la gestión del agua en España al principio del siglo XXI ha sido el Plan Hidrológico Nacional (PHN). El PHN en su versión inicial, aprobado en 2001 por el gobierno de José María Aznar bajo el ministro Miguel Arias Cañete, incluyó un trasvase de agua desde el río Ebro al litoral mediterráneo que provocó fuertes protestas. El programa A.G.U.A. y las modificaciones del PHN aprobados por el gobierno de José Luis Rodríguez Zapatero y su Ministra de Ambiente y del Medio Rural, Cristina Narbona, en 2004 y 2005 enfatizan el abastecimiento del agua al litoral mediante el uso de agua desalada. En diciembre de 2011 regresó Miguel Arias Cañete como ministro de Agricultura y Medio Ambiente en el Gabinete de Mariano Rajoy y se espera un nuevo cambio de política.
Desde 1996 hasta 2006, el porcentaje de población abastecida por sistemas de gestión privada de servicios de agua pasó del 37 al 53%, según datos de la Asociación Española de Operadores Públicos de Abastecimiento y Saneamiento (AEOPAS).

## Historia de la gestión de recursos hídricos

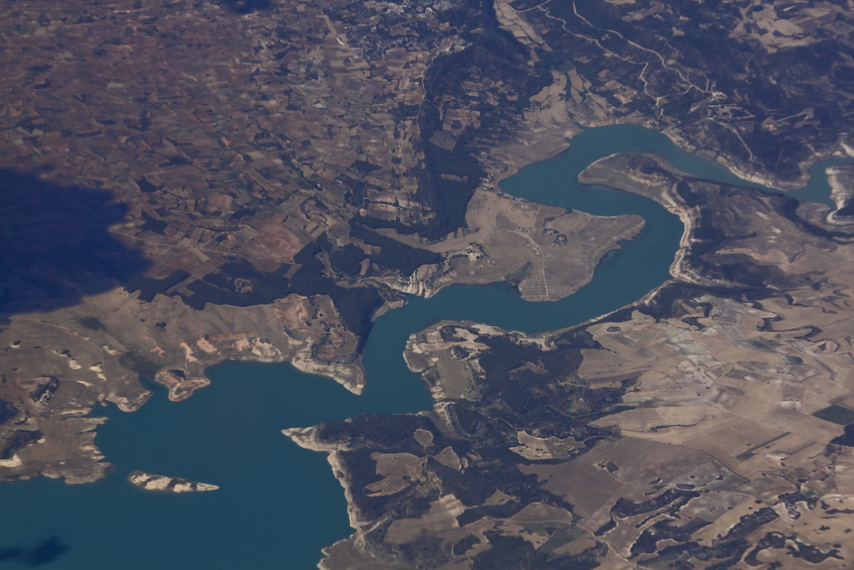
Embalse de Buendía en el río Tajo, inaugurado en 1958 y con 1638 hm³ de capacidad.

### Época romana (sigloIIIa.C.-sigloVd.C.)
Los romanos construyeron una serie de acueductos y sistemas de distribución de agua en sus territorios, incluida la península ibérica. Ejemplos notables son el acueducto de Segovia y el de Tarragona.

### Al-Ándalus (sigloVIII-sigloXV)
Durante el período de dominio musulmán en la península ibérica, se introdujeron sistemas avanzados de riego y gestión de agua, como acequias y norias, que permitieron el desarrollo de una agricultura próspera en la región.

### Reconquista y crecimiento de los reinos cristianos (sigloXI-sigloXV)
Durante la época de la Reconquista en España, los reinos cristianos adoptaron y adaptaron las técnicas de gestión del agua desarrolladas por los musulmanes. Estas técnicas incluían el uso de acequias, norias y aljibes, siendo las acequias fundamentales en regiones como Valencia, Murcia y Andalucía para los sistemas de riego.
Los reinos cristianos desarrollaron sus propias instituciones y regulaciones para la gestión de recursos hídricos, creando tribunales como el Tribunal de las Aguas de Valencia, uno de los más antiguos del mundo, encargado de resolver conflictos y garantizar una distribución justa entre los usuarios del agua.
Durante este período también se construyeron y mantuvieron infraestructuras hídricas como presas, canales y acueductos, que permitieron la expansión y el desarrollo de la agricultura, así como el suministro de agua a ciudades y pueblos en crecimiento. 
La gestión del agua y el desarrollo de sistemas de riego fueron cruciales para la agricultura y el crecimiento económico en los reinos cristianos. La inversión en infraestructuras hídricas y sistemas de riego permitió la expansión de la producción agrícola en regiones como Castilla y León, así como la introducción de nuevos cultivos y técnicas agrícolas.
A medida que los reinos cristianos crecían y se expandían, también aumentaban las tensiones y conflictos relacionados con el uso y la gestión del agua. La cooperación y el intercambio de conocimientos entre comunidades cristianas y musulmanas en áreas de frontera, así como la necesidad de establecer acuerdos y regulaciones para compartir y gestionar recursos hídricos de manera equitativa, fueron aspectos importantes de la política hídrica durante este período.

### Siglos XVI-XIX
Durante este período, las políticas hídricas en España estuvieron en gran parte centradas en la gestión local y regional del agua, y se construyeron numerosos canales, presas y acueductos para mejorar el suministro y distribución de agua. El acueducto de Teruel, construido en el siglo XVI, es un ejemplo notable de estas obras.
La Ley del Agua de 1866 representa el primer intento de regular específicamente las aguas territoriales españolas, aunque no llegó a entrar en vigor debido el periodo revolucionario que dio lugar a la Primera República. Sus principios básicos, no obstante, pasaron en gran parte a la Ley de 1879 entre ellos el del dominio público de todas las corrientes naturales, los cauces y riberas de los ríos. No se incluyeron las aguas subterráneas, que pertenecen al propietario del terreno en donde se alumbraran. Este precepto continuó en vigor hasta su modificación no retroactiva por la Ley de 1985, y es uno de los causantes de la actual situación de falta de control administrativo de las fuentes subterráneas.
La Ley de 1879, incluye el derecho al aprovechamiento privativo del agua vinculado a una concesión administrativa. La Ley regula de manera muy precisa tanto el procedimiento y las reglas generales sobre la concesión de aguas públicas así como disposiciones específicas para los distintos aprovechamientos (abastecimiento a poblaciones, riegos, establecimientos industriales, etc.). En el caso de los regadíos, además, el derecho al uso del agua va unido al de propiedad de la tierra. Asimismo la Ley establece la comunidad de regantes, institución que se autogobierna y tiene facultad sancionadora. La evolución posterior de los usos del agua hacia aprovechamientos de fines múltiples y la concurrencia de diversos usuarios sobre una misma masa de agua, han aconsejado ampliar la figura de la comunidad de regantes a las actuales comunidades de usuarios.
El Reglamento de la Ley de 1879 nunca llegó a materializarse y dicho elemento normativo fue sustituido por diversas disposiciones de menor rango que trataban de resolver los numerosos problemas que iban surgiendo en la aplicación de la Ley debido tanto al amplio campo abarcado por esta, como por su prolongada vigencia que le enfrentaba con situaciones para las que sus previsiones no eran eficaces. 

### SigloXX-Régimen franquista (1939-1975)
La gestión de recursos hídricos en España durante gran parte del siglo XX se ha caracterizado por un fuerte intervencionismo del estado. Esta intervención se centró en la construcción de obras hidráulicas en un esfuerzo por aumentar el agua disponible para riego (política de oferta) y generación de energía hidroeléctrica, considerados el motor de la política de desarrollo económico español. Los Planes de Obras Hidráulicas de 1902 y 1933, financiados en su mayor parte por el estado, son un ejemplo de este tipo de política.
La más importante de las novedades normativas es la que se refiere a la creación, o más bien la institucionalización de una realidad existente, de los organismos de cuenca, con la creación de la primera confederación hidrográfica en 1926 como máximo órgano de gestión del agua a nivel de cuenca. Las funciones de los organismos de cuenca se han ido alternando entre las específicas de fomento y más generales de gestión de agua durante todo el pasado siglo.
Hasta 1955 se sostuvo un ritmo de crecimiento de unas 4 presas anuales, pasando de las cerca de 60 presas existentes a comienzos de siglo hasta unas 270 en 1950. A partir de ese año el ritmo se acelera considerablemente, llegando a ejecutarse una media de 20 presas anuales, hasta alcanzar el parque existente actualmente.

### Transición a la democracia y creación de comunidades autónomas (1975-1985)
Después de la muerte de Franco, España inició una transición a la democracia y estableció comunidades autónomas. Durante este período, se inició una descentralización en la gestión de recursos hídricos y se comenzó a prestar más atención a la sostenibilidad y la participación pública en la toma de decisiones.

### Ley de Aguas de 1985
La promulgación de la Ley de Aguas estableció un nuevo marco legal para la gestión de los recursos hídricos en España, creando un sistema de planificación hidrológica basado en cuencas hidrográficas y estableciendo criterios de calidad del agua y protección del medio ambiente.

### Integración en la Unión Europea (1986 en adelante)
España se unió a la UE en 1986 y adoptó la Directiva Marco del Agua (DMA) en 2000, lo que implicó un enfoque más integrado y sostenible en la gestión de los recursos hídricos en el país.

### SigloXXI
La política hídrica en España ha evolucionado para abordar los desafíos del cambio climático, la escasez de agua y la sostenibilidad ambiental. Las políticas recientes se han centrado en mejorar la eficiencia en el uso del agua
William Blomquist, en un estudio sobre las confederaciones hidrográficas realizado en 2005, refleja que la estructura formal de las mismas da tradicionalmente más peso a las agrupaciones de usuarios para riego dejando a las organizaciones públicas o privadas que representan los núcleos urbanos o asuntos medioambientales en un segundo plano. Igualmente, algunas confederaciones siguen dando énfasis a sus tareas de fomento mientras se adaptan para gestionar integralmente, en sentido amplio, sus recursos hídricos.
Igualmente la ONG WWF/Adena realizó un estudio informe en 2004 comparando la gestión del agua de distintos países europeos y situando a España entre los tres peores gestores. Entre las razones de la mala gestión WWF/Adena encuentra que existen demasiados actores en la gestión del agua debido a una jurisdicción fragmentada; y que existe una falta de integración de las políticas sectoriales (agricultura, infraestructura…etc) que no están en sintonía con las políticas de gestión del agua de la Unión Europea.
El Gobierno de José Luis Rodríguez Zapatero en su segunda legislatura (2008) optó por fusionar el Ministerio de Medio Ambiente con el de Agricultura, dejando las funciones de gestión de agua a nivel nacional en manos de la anterior ministra de Agricultura Elena Espinosa.

## Recursos hídricos

### Agua superficial y subterránea

Relieve de España peninsular y Baleares.

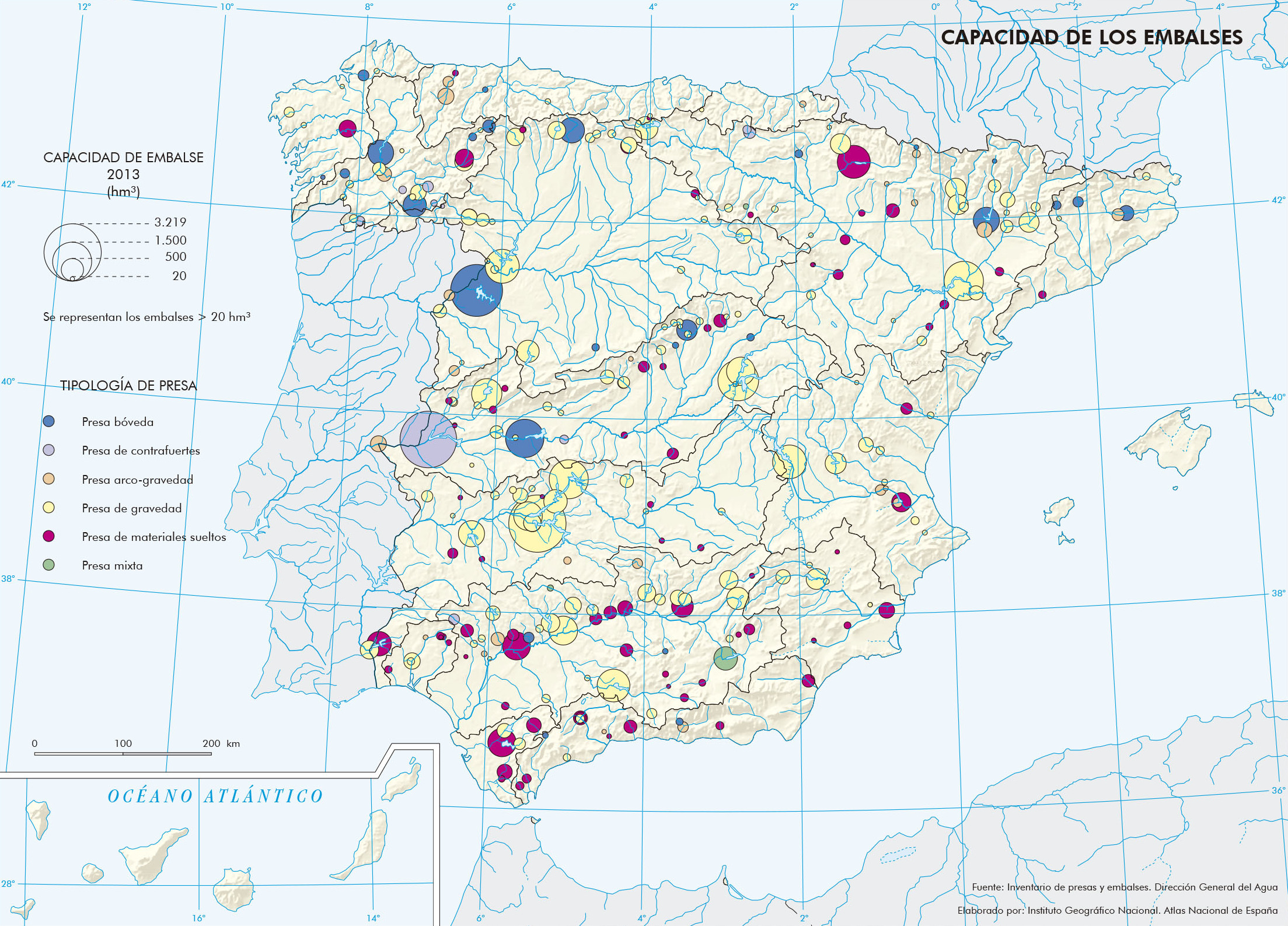
Embalses de España por capacidad.

Ríos de España.

España tiene una extensión total de 504 750 km² y una escorrentía media anual de 220 mm, lo que equivale a una aportación de unos 111 000hm³ al año. Esta aportación incluye la de la red fluvial 109 000 hm³/año y la subterránea 2000hm³/año. Situada entre el Océano Atlántico y el Mar Mediterráneo y entre Europa y África, su clima es variado. Las precipitaciones medias disminuyen de norte a sur y de oeste a este siendo el extremo sudoriental el que presenta menores precipitaciones (del orden de 250 mm). El núcleo central de la península lo constituyen las dos mesetas, tierras llanas con una altitud media de 600  metros, separadas por la cordillera Central y drenadas por los ríos Duero, Tajo y Guadiana. Junto a las mesetas se encuentran dos depresiones, de forma prácticamente triangular, que corresponden a la cuenca del Ebro, con un cierre norte constituido por los Pirineos, y del Guadalquivir, cerrado al sur por las cordilleras Béticas. 
Los ríos de la vertiente cantábrica y los de la vertiente mediterránea sur son de caudal permanente y de corta longitud. En el resto del litoral mediterráneo los ríos dan origen a cuencas muy pequeñas a excepción de aquellos, como el Llobregat, el Júcar o el Segura con acción remontante muy activa. En los perfiles longitudinales es notorio el escalón existente en los ríos cuando abandonan la Meseta, notorio en el Duero y en el Júcar, característica que ha hecho que sean en estos tramos en donde se localicen importantes aprovechamientos hidroeléctricos.
España cuenta con una importante cantidad de agua subterránea, 27 000 hm³, que está siendo extraída para uso agrícola (75%), urbano (20%) e industrial (5%). La extracción de agua subterránea se ha incrementado en los últimos años de 500 hm³ en 1900 a 5600 hm³ en 1996.

### Capacidad de almacenamiento
España tiene el mayor número de grandes presas por habitante del mundo, el número de presas actualmente en servicio supera el millar, con una capacidad de almacenamiento total próxima a los 54 000 hm³. El Plan Hidrológico Nacional prevé la construcción de 120 nuevos embalses, lo que probablemente obligará a acuerdos de compatibilidad ambiental al afectar a 46 espacios incluidos en la Red Natura 2000, red ecológica europea de áreas de conservación de la biodiversidad.

### Calidad del agua
En el Documento de Síntesis del Libro Blanco del Agua en España del gobierno español del año 2002, su apartado dedicado a la calidad del agua, expresa que «la influencia negativa de determinadas acciones antrópicas ha provocado que el estado natural de las aguas se haya deteriorado gravemente». El grado de contaminación de las aguas fluviales aumenta a medida que van discurriendo por núcleos urbanos e industriales, llegando en algunos casos a un estado muy degradado en sus tramos medios y finales. Para atajar el problema de los vertidos urbanos, el Libro Blanco hace referencia al saneamiento Plan Nacional de Saneamiento y Depuración, que merced a un "importante esfuerzo inversor" está "logrando que un mayor número de habitantes esté conectando a sistemas de depuración." La Organización de Consumidores y Usuarios realizó un estudio en 2001 sobre la efectividad de las depuradores de 15 ciudades españolas concluyendo que estas "funcionan bien y están suficientemente controladas." En cuanto a los vertidos industriales, un porcentaje “nada despreciable” se realiza sin la debida autorización. Igualmente, los fertilizantes y pesticidas utilizados en agricultura tienen la "posibilidad de provocar graves problemas de eutrofización en los embalses y de contaminación de aguas subterráneas". La contaminación por nitratos, atribuida principalmente a la agricultura, afecta de forma importante al litoral mediterráneo. El Libro Blanco hace referencia a un estudio que demuestra que “embalses repartidos por el territorio nacional muestran que en los últimos años más de la mitad han aumentado su grado de eutrofización.” 
En este mismo sentido, una investigación sobre calidad del agua en España realizado por Greenpeace en 2005 muestra que sólo el 11% de las aguas de los ríos españoles y el 16% de los acuíferos son de calidad aceptable, de acuerdo con los parámetros que fija la Directiva Marco del Agua de la Unión Europea. Greenpeace considera que la falta de depuración de las aguas, los vertidos y la sobreexplotación de la demanda son los principales causantes de la mala calidad del agua en España.
Para evaluar la calidad de las aguas en los ríos hay distintas redes, todas ellas englobadas en la red Integrada de Calidad del Agua (ICA). Según el Libro Blanco, estas redes “no son adecuadas para obtener la información necesaria." Es necesario, por tanto, mejorar las redes de evaluación del estado de las aguas en lo que se refiere a definición de emplazamientos, densidad de estaciones y parámetros y frecuencias de muestreo.

## Gestión de recursos hídricos por sector

### Abastecimiento de agua y saneamiento
El abastecimiento de agua y saneamiento en España se caracteriza por una cobertura de agua potable desigual y una mala calidad del servicio. En 2020 se detectaron por el Ministerio de Sanidad niveles tóxicos -no potabilidad- en las redes de distribución de 4.243 de los 8.131 municipios españoles siendo necesario el abastecimiento mediante el transporte el cubas o nuevas captaciones.. Aproximadamente un 50% de la gestión está en manos de las entidades locales (ayuntamientos) y otro 50% del suministro de agua está privatizado por acuerdos de los ayuntamientos o mancomunidades. Las empresas mayoritarias son FCC a través de su filial de Aqualia,Acciona  Agua y la francesa Suez a través de su filial catalana Aguas de Barcelona y sus numerosas filiales regionales y locales. La compañía francesa Suez con su filial catalana Grupo Agbar a través de sus filiales regionales tiene en torno al 50% de las concesiones privadas del mercado español. Las tarifas por abastecimiento de agua y saneamiento en España son desiguales dependiendo del territorio. Lo mismo ocurre si se compara con las tarifas europeas, donde España se encuentra en la posición undécima de diecisiete. En España existe una gran polémica sobre las privatizaciones de agua, su calidad, la corrupción política asociada y la presión de los intereses privados para evitar la municipalización de servicios públicos.

### Riego
Actualmente se riegan en España 3 344 637 ha que representan el 7% de la superficie nacional y el 13% de la superficie agrícola útil. La existencia de 1 810 000 ha transformadas con anterioridad a 1960, de las que 1 077 000 ha tienen más de 100 años de antigüedad, determina que hoy existan 735 000 ha en las que las redes de distribución constituidas, en gran parte, por cauces de tierra, tienen elevadas pérdidas de agua. A su vez, de las 1 295 000 ha regadas actualmente mediante acequias de hormigón, 392 000 ha presentan graves problemas de conservación y mantenimiento. Así mismo, estos regadíos fueron proyectados de acuerdo con la tecnología entonces existente, utilizando el sistema de riego tradicional de gravedad (1 981 000 ha), y gran parte de ellos (1 635 000 ha) con riego por turnos. La pérdida de eficiencia de las conducciones con el transcurso del tiempo y la modificación de las alternativas de cultivo ha motivado que 1 129 000 ha estén actualmente infradotadas y 694 000 ha ligeramente infradotadas. El regadío obtiene el 50% de la producción final agraria en tan solo un 13% de la superficie agrícola, con un valor bruto de la producción anual por hectárea situado entre 2500 y 3000 Euros, lo que equivale a algo más de 6 veces el del secano.

### Energía hidroeléctrica

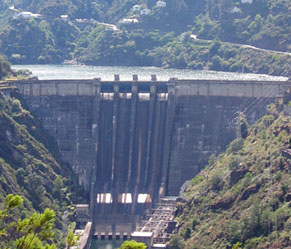
Presa hidroeléctrica en Grandas de Salime (Asturias).

España se encuentra en la línea de otros países de la OCDE respecto a la producción de energía eléctrica, siendo el 18,5% de esta energía de origen hidráulico. La evolución de la energía hidroeléctrica en España en las últimas décadas ha sido siempre creciente aunque la participación de esta en el total de eléctrica producida ha ido disminuyendo (92% en 1940 vs 18% en 2001). Esto se debe al incremento de la producción de energía térmica y nuclear de los últimos 50 y 30 años respectivamente. 
La central de producción hidráulica con mayor potencia instalada es la de Cortes-La Muela, en el Júcar (Valencia), con 1600 MW, seguida por la de Aldeadávila, en el Duero (Salamanca), con 1140 MW, y la de Alcántara, en el Tajo (Cáceres), con 915 MW. Otros embalses con potencia por encima de los 500 MW son los de Villarino, en el Tormes (Salamanca), o Saucelle, en el Duero (Salamanca).

### Ecosistemas acuáticos
Los humedales en España, de gran riqueza natural y 49 de ellos en la lista del convenio de Ramsar, actúan como zonas de invernada de aves migratorias del norte de Europa. Las características singulares de estos ecosistemas, que en España son muy abundantes y de una gran diversidad, han favorecido el desarrollo de una amplia gama de actividades del hombre, desde la caza y la pesca, hasta el turismo, pasando por el cultivo del arroz o la ganadería, creando una economía asociada.
(Ver Sitios Ramsar en España para más información)

## Gestión integrada de recursos hídricos

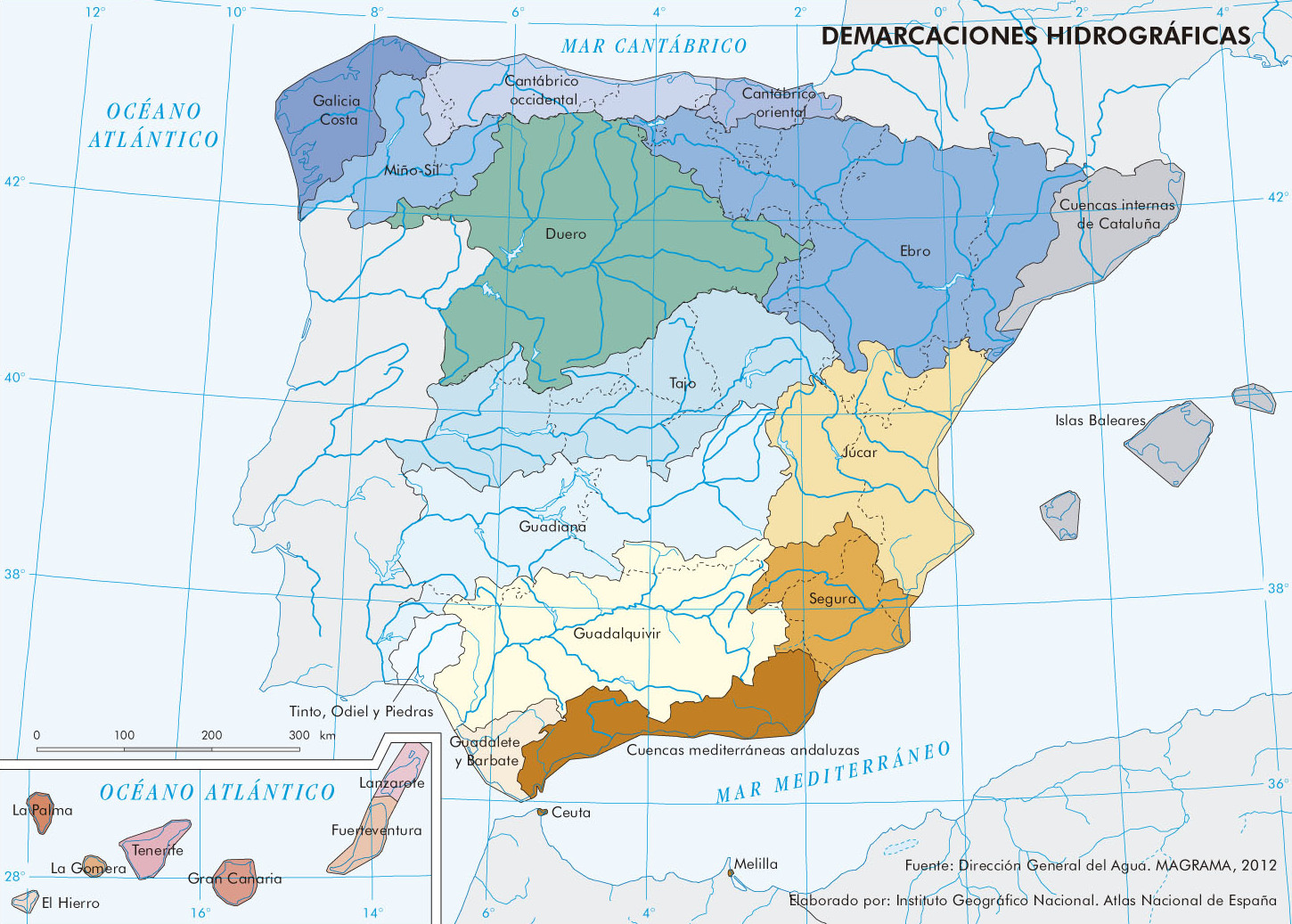
España se encuentra dividida en confederaciones hidrográficas, que son las gestoras de cada una de las grandes cuencas del país. En algunos casos la responsabilidad de la cuenca ha sido transferida a la comunidad autónoma que la incluye como la Confederación Hidrográfica del Sur que es gestionada hoy en día por la Junta de Andalucía.

### Marco legal internacional
Europa La directiva marco 2000/60/CE del Parlamento Europeo y del Consejo, de 23 de octubre de 2000 establece un marco comunitario de actuación en el ámbito de la política de aguas. Mediante esta Directiva, la Unión Europea organiza la gestión de las aguas superficiales, continentales, de transición, aguas costeras y subterráneas, con el fin de prevenir y reducir su contaminación, fomentar su uso sostenible, proteger el medio acuático, mejorar la situación de los ecosistemas acuáticos y paliar los efectos de las inundaciones y de las sequías.
Convenios Internacionales En 1998 España y Portugal formaron el “Convenio de cooperación para la protección y el aprovechamiento sostenible de las aguas de las cuencas hidrográficas hispano-portuguesas”, más conocido como el Convenio de Albufeira. Es aplicable a las cuencas de los ríos Miño, Limia, Duero, Tajo y Guadiana que representan el 41% de la superficie total de España y el 62% de la de Portugal. Como novedad de este convenio, España adquiría el compromiso de proporcionar a Portugal unas aportaciones mínimas anuales en función de la situación hidrológica.

### Marco legal nacional
La Ley de Aguas del año 1985 Archivado el 16 de mayo de 2008 en Wayback Machine. fue publicada en Boletín Oficial del Estado el 2 de agosto de 1985 y entró en vigor el 1 de enero de 1986, hoy día la regulación vigente viene dada por el Real Decreto Legislativo 1/2001, de 20 de julio, por el que se aprueba el texto refundido de la Ley de Aguas. Este texto mantiene sustancialmente contenidos de la legislación anterior. Entre sus principios básicos destacan: 
El carácter público de las aguas Una de las más novedosas aportaciones de la Ley es establecer que todas las aguas continentales, superficiales y subterráneas, son parte integrante del dominio público hidráulico. De esta manera, los particulares sólo adquieren el derecho de aprovechamiento, no la propiedad del agua, salvo los derechos adquiridos al amparo de la legislación anterior que consideraba las aguas subterráneas como propiedad del dueño del predio donde se encontraban. Su asignación y uso requiere pues previa concesión administrativa y su asignación corresponde a la Administración, sin que intervenga el mercado. El extraordinario poder conferido a la Administración no se ha correspondido con una adecuada dotación de medios personales y materiales, lo que explica la falta de control de miles de pozos clandestinos y la sobreexplotación de acuíferos.
La planificación hidrológica La Ley establece la Planificación Hidrológica como instrumento de ordenación de la gestión del agua en la cuenca. Los planes hidrológicos no son simples programas de obras sino instrumentos de naturaleza normativa que acomodan las previsiones genéricas de la ley a las condiciones singulares de cada cuenca. A pesar de ser los Planes Hidrológicos piezas clave para la aplicación de la Ley, su elaboración ha sido lenta y su aprobación ha sufrido importantes demoras.
Los organismos de cuenca Los Organismos de cuenca son las entidades encargadas de la elaboración de los planes hidrológicos de las cuencas intercomunitarias e intracomunitarias como autoridad especializada, descentralizada y participada para la planificación y gestión del agua. 
La Ley 29/1985 se ha visto modificada por la Ley 46/1999 profundizado en aspectos ambientales como la autorización de vertidos, el canon de control de vertidos, reutilización de aguas residuales y desalación de aguas marinas. Particular interés tiene la introducción de los contratos de cesión de derechos de uso del agua, primer paso para la creación de un incipiente mercado del agua a nivel nacional.
El Reglamento del Dominio Público Hidráulico, fue aprobado por Real Decreto 849/1986, de 11 de abril.

### Marco institucional
Un marco institucional está constituido por entes de carácter público o privado que interaccionan con el fin de proveer bienes y servicios ligados al agua que atiendan los requerimientos básicos de la población, permitan el mantenimiento de los ecosistemas y hagan posible el desarrollo de las actividades económicas. Este marco institucional complejo en el que conviven elementos con competencias concurrentes e incluso compartidas haciendo necesario una coordinación – no siempre fácil – entre distintas instituciones. 
El Ministerio para la Transición Ecológica es la autoridad nacional para la gestión de recursos hídricos. El Ministerio ejerce esta función a través de la Dirección General del Agua, que es responsable de: 
- (1) la elaboración del Plan Hidrológico Nacional, de la normatividad sobre los Planes de Cuenca y de su coordinación con los planes sectoriales;
- (2) el sistema de información de los recursos hídricos;
- (3) la coordinación de los planes de emergencia;
- (4) la inspección y el control de seguridad de las infraestructuras hidráulicas;
- (5) el establecimiento de los criterios para la conservación de los acuíferos;
- (6) el impulso y fomento de las actividades de depuración y reutilización de las aguas depuradas y, en general, de todas las medidas destinadas a favorecer el ahorro del agua.

El Consejo Nacional del Agua, previsto ya en la Ley de 1985, es el órgano consultivo superior con funciones de planificación hidrológica en España. Éstas consisten fundamentalmente en informar preceptivamente sobre el proyecto de Plan Hidrológico Nacional y los Planes Hidrológicos de Cuenca entre otros. 
Los organismos de cuenca son la máxima autoridad en la gestión de recursos hídricos al nivel de cuenca y se encargan de la administración del dominio público hidráulico, incluyendo la asignación de recursos, lo que puede hacerse bien bajo la figura de la concesión administrativa; la de subasta de cuotas o mecanismos de mercado o cualquier otra fórmula, así como la asignación de permisos (cuotas) de vertido. 
La administración pública, a través de entes comprendidos entre el propio Estado o Administración Autonómica y las Entidades Locales, se encarga del fomento de las actividades económicas ligadas al agua y a la promoción pública de las mismas. Los ayuntamientos juegan un papel muy importante en la prestación de servicios finales a los usuarios, como son los correspondientes al abastecimiento de agua potable, saneamiento y depuración. Existe una tendencia creciente a la participación del sector privado de estos servicios mediante concesiones administrativas, conservando el municipio la función reguladora.
También el sector privado realiza una función relevante en la gestión del recurso hídrico en lo que se refiere al usuario final. Las Comunidades de Usuarios (denominadas de Regantes cuando el uso prioritario del agua es el riego) y los concesionarios con derechos a utilización privativa del recurso son las dos principales instituciones que configuran la participación del sector privado en este campo.
La gestión de calidad del agua se realiza por distintas administraciones, autonómica, local o central, según se trate de un tramo intracomunitario o intercomunitario. Este entramado competencial presenta un desafío en cuanto a la coordinación de las distintas actividades.

### Plan hidrológico nacional
El Plan Hidrológico Nacional es un instrumento de ordenación y reequilibrio hídrico orientado al uso sostenible del agua y la recuperación medioambiental del dominio público y entorno afectado. No pretende el fomento del uso del agua y ni el aumento de la oferta y demanda hídricas, sino que se debe orientar a corregir los problemas de dotación existentes tanto para el abastecimiento a la población como para diversas actividades económicas, singularmente el regadío, y a eliminar el problema de degradación del dominio público hidráulico y sobreexplotación de acuíferos. El Plan Hidrológico Nacional, aprobado en 2001 bajo el gobierno de José María Aznar (Partido Popular), preveía el trasvase de 1050 hm³ de agua procedente del río Ebro al litoral mediterráneo. Este Plan encontró una gran oposición popular, especialmente de las regiones catalana y aragonesa.
El gobierno de José Luis Rodríguez Zapatero (PSOE) aprobó el Programa A.G.U.A. (Actuaciones para la Gestión y Utilización del Agua), que propone abastecer al levante español mediante la construcción de desaladoras y elimina el trasvase del Ebro. Esta medida también ha contado con el rechazo popular, esta vez de las provincias del Levante. Otros aspectos importantes del Programa A.G.U.A. es el énfasis en la participación popular y de las comunidades autónomas en la gestión del agua realizada por las cuencas hidrográficas. El Programa A.G.U.A. ha empezado a aplicarse en al litoral mediterráneo (Cuencas Hidrográficas del Sur, Segura, Júcar, Ebro y Cuencas Internas de Cataluña) y tiene previsto extenderse el resto de España en los próximos años.

### Organismos de cuenca
A partir de 1926 la gestión del agua en España se descentraliza adaptándose territorialmente al nivel de cuenca. Este modelo de administración que se ha venido utilizando en otros países, especialmente en Latinoamérica, representa una buena práctica de gestión.
Las competencias sobre el dominio público hidráulico las ejerce directamente el Estado a través de las Confederaciones Hidrográficas si la cuenca correspondiente se extiende a lo largo de varias comunidades autónomas (cuencas intercomunitarias). En la actualidad existen nueve Confederaciones Hidrográficas: Norte, Duero, Tajo, Guadiana, Guadalquivir, Sur, Segura, Júcar y Ebro. Las confederaciones hidrográficas ocupan aproximadamente un 85% del territorio español. 
En el caso de cuencas intracomunitarias la totalidad de las competencias han sido transferidas a la comunidad autónoma correspondiente que las ejerce a través de organizaciones específicas. El Real Decreto 125 de 2007 añadió nuevas demarcaciones a las ya existentes, siendo en total siete: Galicia-Costa, País Vasco, Cataluña, Atlánticas de Andalucía, Mediterráneas de Andalucía, Islas Baleares e Islas Canarias. 

Las confederaciones hidrográficas son entidades de derecho público con personalidad jurídica propia, distinta de la del Estado, con plena autonomía funcional, adscritas, a efectos administrativos, al Ministerio de Medio Ambiente y Medio Rural y Marino o a las consejerías correspondientes en las comunidades autónomas. De acuerdo con la Ley de 1985, las funciones de las confederaciones hidrográficas son: la elaboración, seguimiento y revisión del Plan Hidrológico de cuenca, la administración y control del dominio público hidráulico, otorgando autorizaciones y concesiones y vigilando el cumplimiento de las mismas; el proyecto, construcción y explotación de las obras realizadas con fondos propios y las que le sean encomendadas por el Estado u otros entes territoriales; y cualquier otra función que emane del acuerdo de la confederación con otros entes públicos o privados.
Cada Confederación ejecuta sus funciones mediante un conjunto de órganos: de gobierno, de planificación y de gestión. Los órganos de gobierno son el presidente y la Junta de Gobierno. Al Presidente le corresponden las máximas funciones ejecutivas y de representación del organismo. Es nombrado y cesado por el Consejo de Ministros a propuesta del ministro de Medio Ambiente y Medio Rural y Marino, y no existe plazo para el ejercicio de su mandato. La Junta de Gobierno es el órgano colectivo de gobierno y está formado por representantes de los usuarios, por representantes de los distintos Ministerios y por representantes locales. Su composición es variable dependiendo de las características específicas de cada Confederación pero, en cualquier caso, los usuarios – que son elegidos en la Asamblea de Usuarios – son, como mínimo un tercio del total. 
El órgano de Planificación lo constituye el Consejo de Agua de la Cuenca. Su composición es similar a la de la Junta de Gobierno, siempre con una presencia de usuarios no inferior al tercio, aunque con un número de personas mayor incorporando organizaciones conservacionistas así como técnicos independientes de reconocido prestigio. 
Los órganos de gestión, donde los usuarios del agua tienen un papel preponderante, son: la Junta de Explotación, que tiene como función el coordinar la explotación de las obras hidráulicas y de los recursos de agua de un río o tramo de río o unidad hidrológica; y la Comisión de Desembalse, que delibera y fórmula propuestas sobre el régimen de llenado y vaciado de los embalses de la cuenca.

### Ejemplo de la gestión de recursos hídricos a nivel de cuenca – La Confederación Hidrográfica del Guadalquivir
La autoridad mayor a nivel de cuenca es la Confederación Hidrográfica del Guadalquivir, creada por el gobierno central en 1927 y es la segunda en su género siguiendo a la del Ebro creada en 1926. La confederación está adscrita al Ministerio de Medio Ambiente ya que el Guadalquivir pasa por dos comunidades autónomas. Dentro del marco de su competencia, las decisiones tomadas con la confederación son finales y solo pueden ser discutidas en juicio y por exceso de competencia. La confederación también tiene potestad sancionadora. El presidente de la confederación, actualmente D. Francisco Tapia Granados, tiene funciones ejecutivas y de representación de la confederación y es nombrado y cesado por el consejo de ministros a propuesta del Ministerio de Medio Ambiente. No existe plazo para el ejercicio de su mandato. 

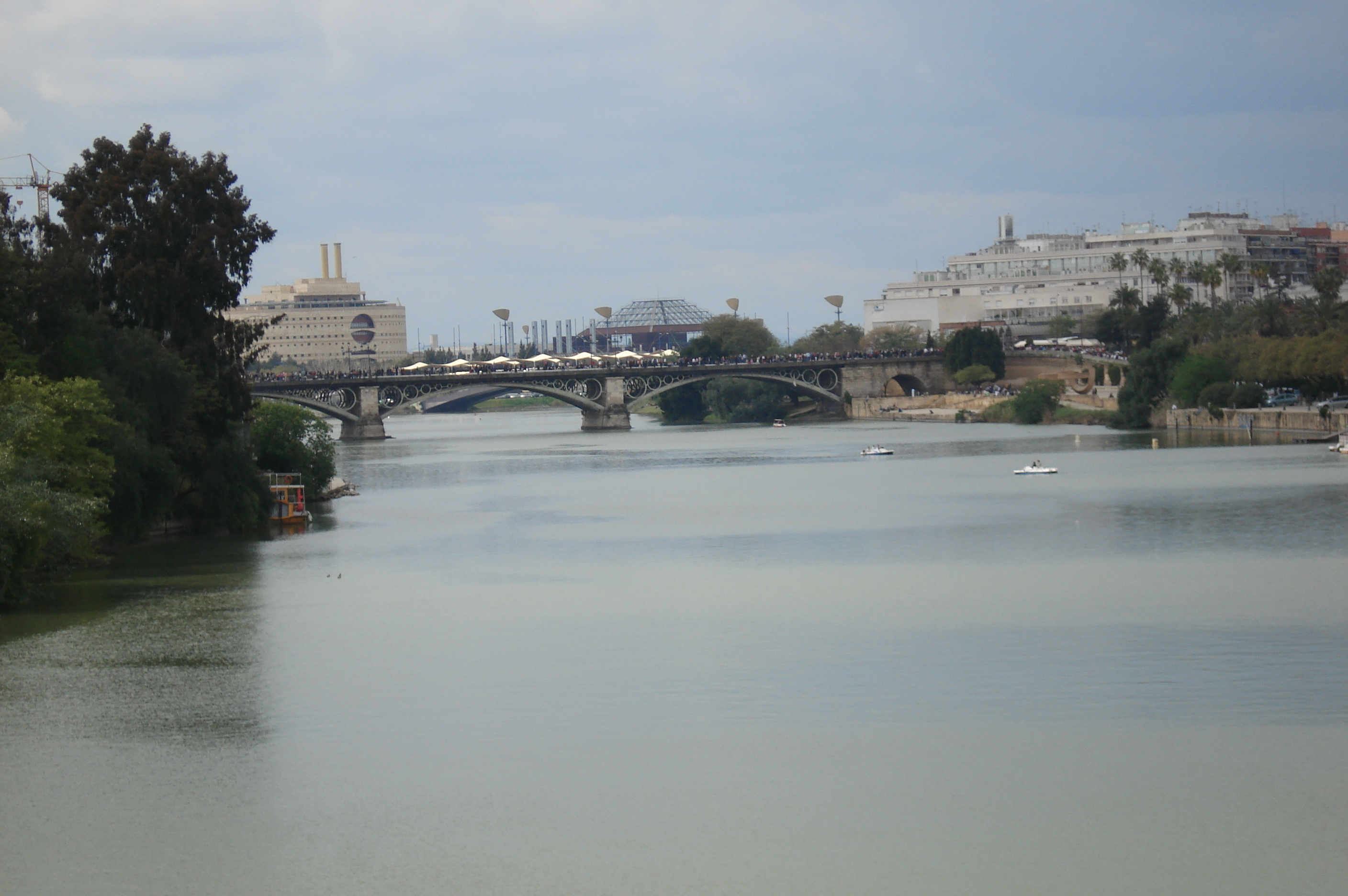
La dársena del río Guadalquivir a su paso por Sevilla. Al fondo, el Puente de Triana.

El desarrollo legal e institucional producido en las dos últimas décadas se ha visto acompañado por una fricción de las competencias de las distintas instituciones encargadas de la gestión del agua en la cuenca del Guadalquivir. Según un estudio realizado por William Blomquist, la confederación parece seguir centrada en tareas relacionadas con fomento e iniciativas como concesión de licencias y gestión de la demanda. Estas tareas se han llevado a cabo con poco rigor y pocos resultados positivos. El déficit de agua sigue siendo un problema que incrementa la vulnerabilidad de la zona a sequías. Igualmente las inundaciones siguen siendo un problema a pesar de la cantidad de obras hidráulicas producidas debido a que el desarrollo urbanístico y la frontera agrícola se han extendido a zonas proclives a inundaciones. Las tarifas de agua para riego se basan en la superficie cultivada en vez de la cantidad de agua utilizada, lo que no proporciona incentivo económico alguno para ahorrar. El presidente de la confederación sigue teniendo un gran peso en la toma de decisiones mientras que la incorporación de grupos de interés en la toma de decisiones se está realizando lentamente, lo que provoca que se siga viendo a la confederación como un grupo centrado en riego, en vez del foro para la toma de decisiones de todos los usuarios del agua. Finalmente, la confederación sigue dependiendo económicamente del gobierno central, al pesar de que tiene la potestad de administrar la totalidad de las tarifas de agua recaudadas en la cuenca. En 2001, la confederación hizo público un presupuesto anual de 115 800 000 euros, 35% proveniente del gobierno central, 30% de los usuarios del agua, y 35% de otras fuentes de ingresos.

## Tarifa de agua
Riego. La tarifa de riego aplicada en los regadíos españoles puede estar determinada por superficie regable, por volumen de agua consumida o mediante una fórmula binómica o mixta establecida sobre la base de la superficie regable y al agua realmente consumida. La tarifa de riego por superficie se aplica en un 82% de la superficie regable, mientras que la tarifa volumétrica se aplica en un 13% de la superficie, y la fórmula binómica en un 5%.

La Federación de Consumidores en Acción (FACUA) ha observado diferencias de hasta el 346% al analizar las tarifas del suministro domiciliario de agua de veintiocho ciudades españolas durante los años 2004 y 2005.
Uso domiciliario. Sin Embargo, España tiene la tercera factura del agua más barata de la Unión Europea, con 1,22 euros el metro cúbico, por detrás de Lituania, con una media de 0,64 euros/m³, e Italia, con 1,14 euros/m³, según datos de la Asociación Española de Abastecimientos de Agua y Saneamiento (AEAS).

## Problemas hidrológicos

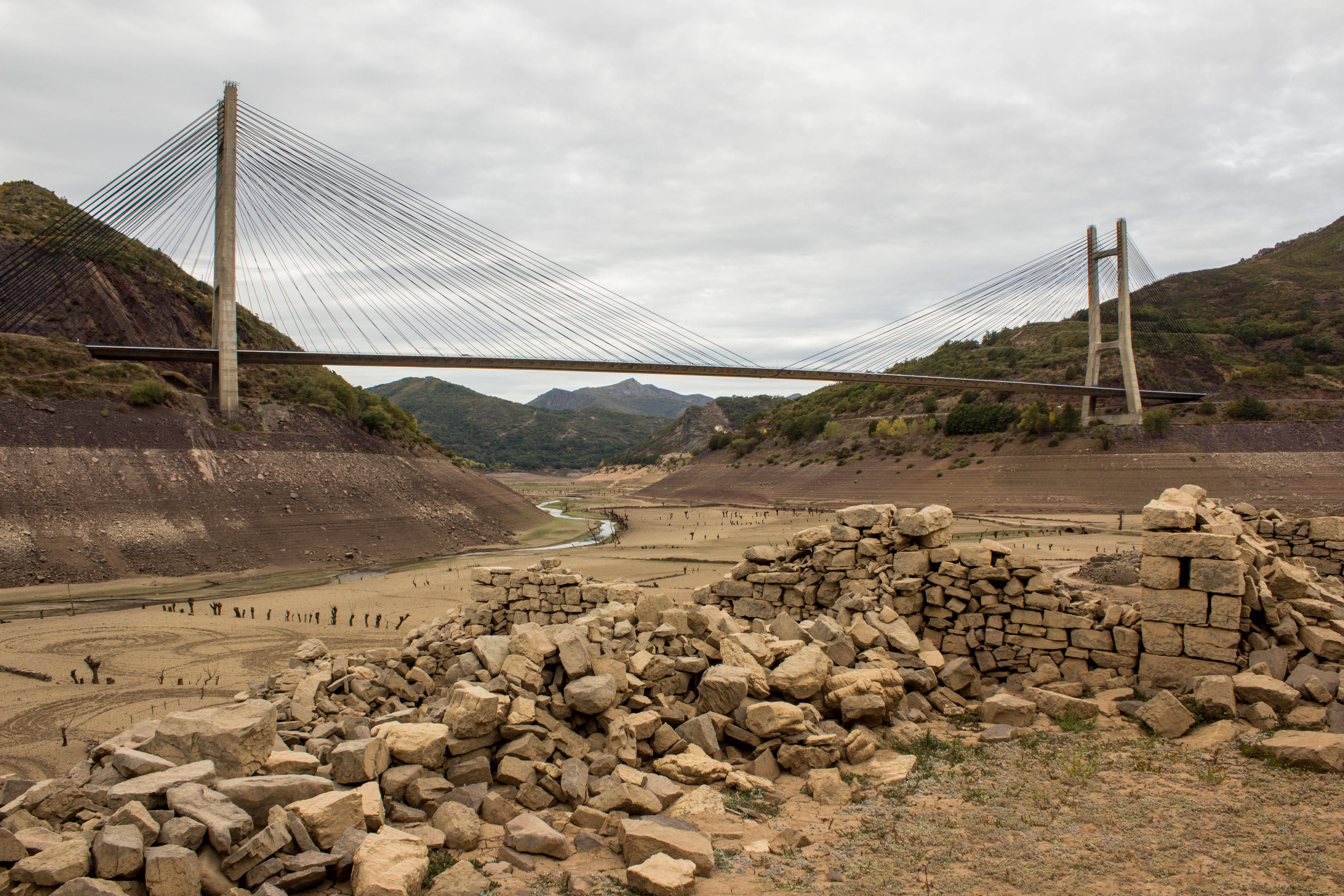
Embalse de Barrios de Luna en septiembre de 2017. A principios de octubre de 2017 se encontraba en una situación crítica al 5% de su capacidad.

### Sequías
Las precipitaciones en España tienen una alta variabilidad temporal y espacial. Si las precipitaciones tienen un valor medio anual de unos 700 mm/año, 1600 mm caen en el Norte y menos de 300 mm en las áreas del Sureste peninsular y de las Islas Canarias haciendo estas últimas más vulnerables a la sequía. En cuanto a la variabilidad temporal la serie de precipitaciones medias en España muestra una elevada variabilidad. Las rachas de años secos son más largas que las húmedas. Desde 1940 se observan 3 periodos distintos: Seco 1940 -1957, Húmedo 1958 -1978, Seco desde 1979-1995.. En 2004 empezó un nuevo período seco que se terminó en 2008, mientras que en 2014 empezó un nuevo período seco que sigue en 2017 y que ya ha provocado la llamada gran sequía ibérica. Aún se desconocen los efectos de la presente sequía pero según datos recopilados por la Confederación Hidrográfica del Júcar, la sequía de 1991 a 1995 tuvo los siguientes efectos en España:
- Abastecimiento urbano: 12 millones de habitantes sufrieron restricciones en 1995 (problemas agudos en Sevilla, Cádiz y Palma de Mallorca)
- Producción agrícola: 1250-1875 millones de euros de disminución anual entre 1992-1995 respecto a los años anteriores y posteriores
- Efectos ambientales: no cuantificados
- Multiplicación de los seguros agrarios por 1,6 en 1999 respecto a los contratados en 1995 para el secano
- Asentamiento de las bases de incorporación de la gestión de sequías en el proceso de planificación general en lugar de como situación de emergencia

### Inundaciones
A pesar de que la pluviometría en España no es abundante, en ocasiones se presentan precipitaciones que en pocas horas alcanzan valores superiores al promedio anual. Estas lluvias extraordinarias provocan caudales extremos, habitualmente denominados crecidas, avenidas o riadas, que al desbordar su cauce habitual provocan la inundación de terrenos, afectando a personas y bienes.
La gran desproporción entre los caudales ordinarios y extraordinarios de algunos ríos hace que el problema de las inundaciones revista en España una especial gravedad. La pluviometría más torrencial se desarrolla a lo largo de los litorales mediterráneo y cantábrico, Pirineos, y divisorias del Guadiana y Tajo, produciéndose en las dos mesetas una lluvia en general más uniforme. Sin embargo, se pueden encontrar episodios aislados a lo largo de todo el territorio. Por ejemplo en 1996 dos inundaciones destacaron en gravedad: las inundaciones fluviales de Andalucía occidental que provocaron pérdidas de 70 000 millones de pesetas y cuatro víctimas mortales en accidentes de tráfico; y la de Bisecas, de tipo torrencial, ocasionó más de 80 víctimas mortales, con muy escasos daños materiales. (Vea video)

## Cambio climático

### Posible impacto del cambio climático sobre los recursos hídricos
Los escenarios climáticos previstos para España por el Consejo Nacional del Clima suponen una disminución de las precipitaciones medias anuales y un aumento de las temperaturas, lo que daría lugar a una disminución de la escorrentía total. 
Se prevé un mayor impacto en los territorios del Sureste peninsular, la cuenca del Guadiana, el valle del Ebro y los archipiélagos, áreas que se caracterizan actualmente por sus problemas hídricos. El aumento de un grado centígrado y una disminución del 5% en la precipitación supondrían un descenso en las aportaciones de estas áreas del orden del 20%.

### Estrategias de adaptación al cambio climático
El Plan Nacional de Adaptación al Cambio Climático presentado en 2006 enumera una serie de acciones concretas para la evaluación de los impactos del cambio climático en los recursos hídricos. El Plan Nacional de Adaptación al Cambio Climático incluye "Programas de Trabajo" y tiene previsto memorias anuales de seguimiento de cada una de las actividades y proyectos en curso, las cuales serán compilados en un informe general cada cuatro años por la Oficina Española de Cambio Climático. El primer Programa de Trabajo, presentado en 2006, que tiene como uno de sus objetivos la realización de una evaluación de los impactos del cambio climático sobre los recursos hídricos y sobre las demandas de riego se desarrollará en los próximos cuatro años. 
La exministra de Medio Ambiente, Cristina Narbona (2004-2008), en la presentación del Plan Nacional de Adaptación al Cambio Climático expreso su interés en poner a disposición de la administración, organizaciones y sociedad en general a través de la página web del ministerio los "progresos y resultados del plan". Los primeros resultados del Programa de Trabajo, previstos para finales de 2007, no están aún disponibles en la web del Ministerio.